# Enriqueta Ochoa
Enriqueta Ochoa (Torreón, Coahuila, 2 de mayo de 1928 - Ciudad de México, 1 de diciembre de 2008) fue una poeta contemporánea mexicana, también dedicada a la docencia.

## Biografía
Enriqueta Ochoa nació el 2 de mayo de 1928 en la ciudad de Torreón, Coahuila. Hija de Macedonio R. Ochoa Rodríguez y Césarea Benavides Montemayor. Pasó la infancia y adolescencia en su ciudad natal, es la segunda de seis hermanos: Celso, Enriqueta, Evangelina, Alfredo, Estela y Macedonio.
Recibió su educación en casa con maestros particulares, pues su padre no creía en la formación religiosa y prefirió educarlos más libremente. Sus maestros particulares se encargaban de enseñarle francés, inglés y música; igualmente ella gustaba de leer libros clásicos grecolatinos, filosofía y literatura renacentista. Su abuelo fue también una figura importante que la acercó a la literatura desde edad temprana, obsequiándole libros como La cabaña del tío Tom y Cumbres borrascosas.
Creció sin ser formada bajo ninguna religión, puesto que su padre le permitió a ella y a sus hermanos elegir la que quisieran cuando fuesen mayores. Fue así como Enriqueta decidió en su adolescencia practicar la religión católica, aunque ella misma decía encontrarse más cerca del pensamiento esotérico.
Su padre contrató al maestro Rafael del Río, que instruyó a Enriqueta en la poesía, las formas clásicas del verso y la literatura universal. De esta forma a los 19 años de edad publicó su primer poemario: Las urgencias de un Dios (1947), que fue fuertemente criticado e incluso llamado escandaloso por su forma de tratar algunos temas, sobre todo de tipo religioso.
Fue influenciada por Concha Urquiza, San Juan de la Cruz y Santa Teresa de Ávila. Estuvo también cerca de la literatura de Emily Dickinson y Elizabeth Barret Browning. Estuvo con sus hermanas en Madrid por ocho meses, donde conoció a Rosario Castellanos, Dolores Castro, Pedro Coronel, Dámaso Alonso y Gabriela Mistral, con quienes cultivó una gran amistad. 
En 1957 contrajo matrimonio con François Toussaint y un año más tarde nace su hija Marianne Toussaint Ochoa. Vivieron por dos años en Francia y posteriormente se mudaron a Marruecos, donde Enriqueta escribiría El desierto a tu lado, inspirada en los paisajes y su situación sentimental. Sin embargo, al poco tiempo se vio forzada a regresar a México de forma clandestina. 
Impartió clases de literatura en la Universidad Nacional Autónoma de México, la Sociedad General de Escritores de México, la Universidad Veracruzana, la Universidad Autónoma del Estado de México y la Escuela Normal Superior del Estado de México.
Los himnos del ciego (1968) fue su segundo libro publicado. Escribió en 1954 en San Luis Potosí Las vírgenes terrestres que no se publicó sino hasta 1969. Más tarde, en 1978 escribió uno de sus más significativos libros: El retorno de Electra (que dedicó a su maestro, Rafael del Río), impulsada por lo que ella misma llamó una "avalancha de muerte". Su madre falleció tras la repentina muerte de su padre, poco antes de que ella cumpliera 50 años. Debido a este par de trágicos sucesos su hermano se sumergió en el vicio del alcoholismo y, más tarde, su hermana se suicidó. La "avalancha de muerte" terminó con la muerte de su hermano a causa de su desenfrenada adicción.
Después de este libro seguirían muchos más, los más importantes: Bajo el oro de los pequeños trigos (1984), donde plasma su sentir durante un periodo de grave enfermedad; Asaltos a la memoria (2004), una reflexión sobre las anécdotas de sus antepasados y sus viajes, dedicada a sus nietas; y el último, Poesía reunida, una antología publicada en 2008. También hizo publicaciones en las revistas Metáfora; Revista de Coahuila; Letras Potosinas; Letras de Ayer y Hoy. Igualmente, fundó la revista Hierba (1952-1953) donde siempre sostuvo con sus publicaciones su postura política, a pesar de ser poco conservadora. 
En 1979 recibió la Placa de Oro como Hija Predilecta de Coahuila, en reconocimiento a su obra. También fue galardonada con la Medalla de Oro Bellas Artes en 2008. Como un homenaje al trabajo literario de la poeta, desde 1994 el Ayuntamiento Municipal de Torreón, a través de la Dirección Municipal de Cultura, convoca al Concurso Nacional de Poesía “Enriqueta Ochoa” con el fin de impulsar la labor artística de quienes escriben poesía en el país.
Tras sufrir una trombosis intestinal, murió el 1 de diciembre de 2008, en su casa en la Ciudad de México, a los 80 años de edad.

## Estilo
La poesía de Enriqueta Ochoa trata temas sobre religiosidad, misticismo y los sueños. Su estilo literario se caracteriza por ser de carácter íntimo y diáfano. Posee posee hondas raíces cristianas y amorosas, se ocupa de asuntos tanto humanos como divinos. En su poesía los temas de la vida y la muerte se enlazan sinérgica y antagónicamente, como las dos caras de una misma moneda.
En su obra podemos observar la revelación de un "femenino sagrado." la representación del Dios de Enriqueta Ochoa no está marcado por el signo masculino sino que también tiene su representación femenina que “configura una amorosa unidad, una cópula universal, una participación mística integral sin fronteras ni divisiones”, apunta la autora.
"Poesía de los elementos, luminosa, telúrica, húmeda, metapoética y litúrgica, la de Enriqueta Ochoa configura dos espacios diferenciados: adentro y afuera, paisaje y naturaleza: mundo exterior e intimidad, espíritu: mundo interior. El yo mismo/a y la otredad, la sustancia y su forma. Después de quedar bien marcados ambos espacios, delimitadas sus fronteras y establecidas sus diferencias, se trascienden. La región de lo mismo, o interna, desemboca, se abre al exterior en la región de lo otro, o del Otro. Lo cerrado es el espacio interior, espiritual, íntimo y es también, paradójicamente, la región de la conexión con lo otro que es lo mismo o la suma de los mismos".

## Obras
- Las urgencias de un Dios (1947)
- Las vírgenes terrestres (1968)[10]
- Los himnos del ciego (1969)
- Cartas para el hermano (1973)
- Testimonio (1978)
- El retorno de Electra (1978)
- Canción de Moisés (1984)
- Bajo el oro de los pequeños trigos (1984)
- Antología (1994)
- Asaltos a la memoria (2004)
- Enriqueta Ochoa para niños. Que me bautice el viento (2004)
- El desierto a tu lado (2006)[11]
- Poesía reunida (2008)
- Los días delirantes (2008)[12]